# Казарма 1295 км
Казарма 1295 км, 1295 км — упразднённый в 2022 году населённый пункт в Чернушинском районе Пермского края России. Входил в состав Бродовского сельского поселения.

## География
Расположен в восточной части Буйской волнистой равнины, на равнинно-холмистом Приуралье, на отрогах Тулвинской возвышенности, в зоне широколиственно-хвойных лесов, испытавших заметное антропогенное воздействие.

### Климат
Умеренно континентальный. Характерна продолжительная зима и довольно жаркое лето. Значительны суточные и годовые амплитуды температур. Годовая амплитуда температур составляет 50—60 °C.
Среднегодовая температура воздуха +1,5 °C; средняя температура января −15,6 °C; средняя температура июля +18,4 °C.

## История
Возник как поселение железнодорожников и их семей во время строительства в 1913—1920 годы железной дороги Казань-Екатеринбург как части Транссибирской железнодорожной магистрали.
Упразднена официально в 2022 году Законом Пермского края от 02.03.2022 № 49-ПК «Об административно-территориальных изменениях в Пермском крае».

## Население
| 2010 |
| ---- |
| 2    |

В 2005 году численность населения составляла 4 человека.

### Гендерный состав
По результатам переписи 2010 года численность населения составила 2 человека (мужчина и женщина).

### Национальный состав
Согласно результатам переписи 2002 года, в национальной структуре населения
башкиры составляли 75 % из 4 чел.

## Инфраструктура
Путевое хозяйство Горьковской железной дороги. Действует остановочный пункт 1295 км.

## Транспорт
1295 км доступен автомобильным и железнодорожным транспортом.